# Nodozana rhodosticta
Nodozana rhodosticta là một loài bướm đêm thuộc phân họ Arctiinae, họ Erebidae.